# Rift d'Oslo
Pour les articles homonymes, voir Rift et Oslo.

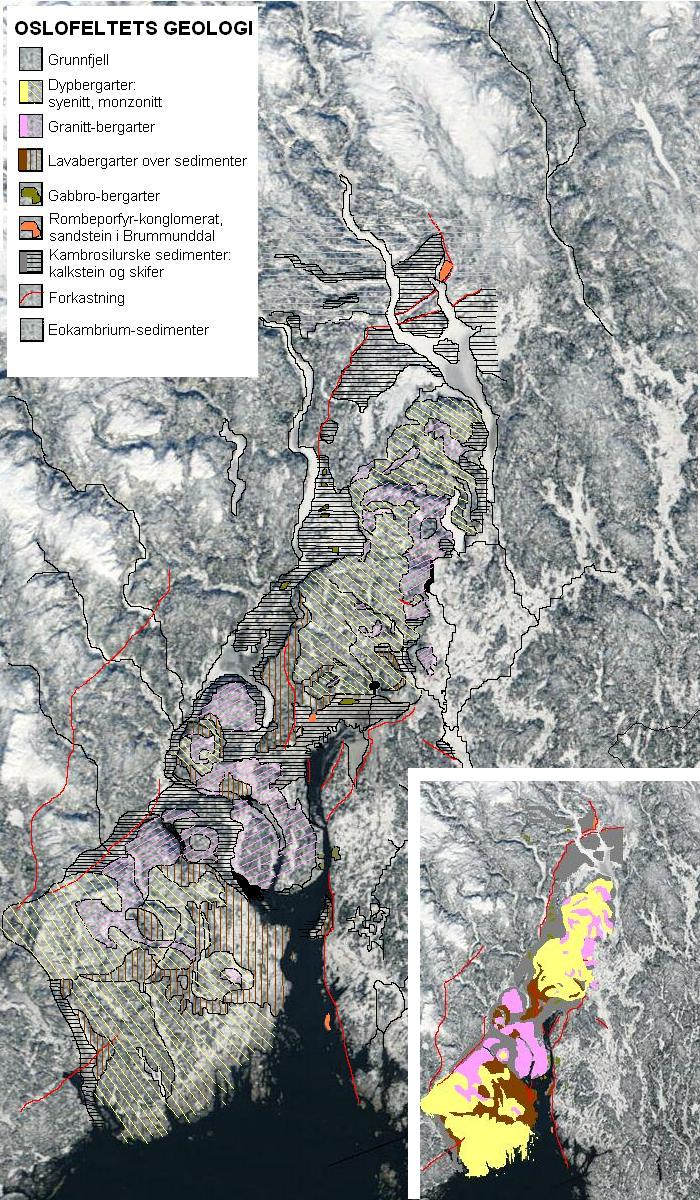
Carte géologique du rift d'Oslo

Le rift d'Oslo ou graben d'Oslo est un graben situé autour d'Oslo en Norvège. Ce graben a été formé par un rifting ayant débuté il y a un peu plus de 300 Ma, et achevé environ 65 Ma plus tard. Le rifting fut accompagné de volcanisme d'abord basaltique puis de porphyre durant la phase la plus active et enfin une phase plutonique acide avec la formation de vastes batholites de syénite ou granite.